# 外山雄一
外山 雄一（とやま ゆういち）は、日本のゲームソフトプログラマー（本人は現在、元プログラマーと称している）。タイトー 開発本部室に所属。過去に所属していた企業については、下記を参照。

## 略歴
プログラマー業の初期はテクノソフト（現在、企業体としては消滅）に在籍し企画・プログラムを担当。この頃は自身の手がけていたソフト内に過激な隠しメッセージを仕込んでいた。
その後コンパイル（現在、企業体としては消滅）に移籍し、企画・プログラムを担当。同社中期のシューティングゲームに多数関わった後、ライジングに移籍し同社のシューティングゲーム作品において多数ディレクション・企画・プログラムを担当。さらにライジング社がエイティングに吸収された後は、取締役となった。
2017年にタイトーに転籍、現在に至る。

## 代表作
- HERZOG
- FEEDBACK
- 武者アレスタ
- 精霊戦士スプリガン
- スプリガン mark2
- 魔法大作戦
- 疾風魔法大作戦
- 蒼穹紅蓮隊
- バトルガレッガ（バトルガレッガはスタッフではないとのこと〈本人談〉）
- ダライアス コズミックコレクション
- タイトーマイルストーン（プロデュース）